# Krystyna Bogdańska
Krystyna Bogdańska, coniugata Lizurej (Szprotawa, 2 febbraio 1957), è un'ex cestista polacca.

## Carriera
Con la Polonia ha disputato due edizioni dei Campionati europei (1976, 1978).